# ARA Bahía Paraíso (B-1)
ARA Bahía Paraíso (B-1) é um navio do tipo quebra-gelo da Marinha Argentina.

## Construção
Foi construído para a Armada Argentina nos estaleiros "Principe y Menghi SA", na cidade de  Buenos Aires.
Lançado em 3 de Julho de 1980, entrou em operações em 12 de novembro de 1981.

## Guerra das Malvinas
Teve ativa participação na Guerra das Malvinas, durante o afundamento do Cruzador General Belgrano. Recebeu a condecoração  "Operaciones en Combate"  por seus feitos durante esta guerra.

## Naufrágio
Encalhou e veio a naufragar em 28 de janeiro de 1989, em frente a base antártica norte-americana Palmer, na Ilha Anvers.